# Beresford (Nuevo Brunswick)
Beresford es una parroquia canadiense situada en la provincia de Nuevo Brunswick.

## Superficie
Beresford tiene una superficie de 455,61 km².

## Demografía
En 2021, tenía 6226 habitantes, una densidad poblacional de 13,7 hab./km², y 2785 viviendas.